# ISketch
 (mars 2019).
Si vous disposez d'ouvrages ou d'articles de référence ou si vous connaissez des sites web de qualité traitant du thème abordé ici, merci de compléter l'article en donnant les références utiles à sa vérifiabilité et en les liant à la section « Notes et références ».
iSketch était un jeu de dessin sur Internet, pour tous les âges, semblable au Pictionary, à l’émission française Dessinez, c'est gagné ! ou à l’émission québécoise Fais-moi un dessin qui fut animée par Yves Corbeil.
Les joueurs prennent leur tour pour dessiner un mot ou une expression (en utilisant leur souris ou une tablette graphique), le reste des joueurs essaie de deviner le mot dessiné. Plus de 20 langues sont disponibles, ainsi que près de 200 thèmes. Le niveau va de facile à expert. On trouve des salles standard, mais on peut aussi créer sa propre salle où l’on choisira sa propre liste de mots, où l’on règlera les paramètres de temps et les indices. On peut aussi s’entraîner à dessiner dans le studio et échanger des dessins avec d’autres joueurs.
iSketch est gratuit et ne comporte aucune publicité, ce qui est rare parmi les jeux en ligne. Et aucun enregistrement ou installation ne sont exigés, encore qu’il vaille mieux lire les règles du jeu. En général, les joueurs font preuve de sociabilité : ils font eux-mêmes respecter les règles et il n’est pas rare que des communautés de joueurs prennent naissance dans certaines salles.
Selon l’historique de version sur le site, le jeu a été lancé la première fois en 1999, et la dernière mise à jour a été faite en 2005.
Le jeu nécessitait l'installation du plugin Adobe Shockwave.